# Associazione Calcio Renate 2017-2018
Questa voce raccoglie le informazioni riguardanti l'Associazione Calcio Renate nelle competizioni ufficiali della stagione 2017-2018.

## Stagione
Nella stagione 2017-2018 il Renate disputa il girone B del campionato di Serie C, raccoglie 48 punti con l'ottava posizione. Allenato da Roberto Cevoli disputa on ottimo girone di andata chiuso in seconda posizione con 30 punti, alle spalle dell'imprendibile Padova, poi nel girone di ritorno perde alcune posizioni, chiudendo il torneo in ottava posizione. Nei Play-off viene eliminato nel primo turno dove incrocia il Bassano, che si impone a Meda (0-2). Da segnalare l'esclusione del Modena dalla dodicesima giornata del torneo, con annullamento dei risultati che aveva fin lì ottenuto. Il Renate prende parte alla Coppa Italia nazionale dove nel primo turno supera (3-1) il Siracusa, nel secondo turno pareggia ad Empoli (2-2) e poi supera il turno imponendosi ai rigori (3-4), nel terzo turno esce dalla Coppa superato (1-0) a Ferrara. Nella Coppa Italia di Serie C entra in scena nei sedicesimi di finale, nei quali supera (2-1) la Giana Erminio, poi negli ottavi di finale supera la FeralpiSalò, pareggiando (1-1) e poi vincendo la lotteria dei calci di rigore (4-2), mentre nei quarti di finale esce dal torneo, sconfitto (1-0) ad Alessandria.

## Divise e sponsor
Il fornitore tecnico per la stagione 2017-2018 è Erreà, mentre gli sponsor ufficiali sono Yale (main sponsor) e Ibe Gru (nel retro di maglia sotto la numerazione).
| Casa | Trasferta | Terza divisa | 70º anniversario |

## Organigramma societario

### Staff tecnico
- Roberto Cevoli - Allenatore
- Gioacchino Adamo - Vice Allenatore
- Diego Scirea - Preparatore Atletico
- Maurizio Monguzzi - Preparatore Portieri
- Stefano Zardoni - Massaggiatore
- Alessandro Pozzi - Osteopata
- Ivano Riva - Medico
- Luigi Sesana - Medico

## Organico

### Rosa
| N. |                      | Ruolo | Calciatore                 |
| -- | -------------------- | ----- | -------------------------- |
| 1  | Italia (bandiera)    | P     | Michele Di Gregorio        |
| 2  | Italia (bandiera)    | D     | Federico Gulinelli         |
| 3  | Italia (bandiera)    | C     | Davide Savi                |
| 4  | Italia (bandiera)    | C     | Nicola Pavan               |
| 5  | Italia (bandiera)    | D     | Dario Teso                 |
| 6  | Italia (bandiera)    | D     | Stefano Antezza            |
| 7  | Italia (bandiera)    | C     | Marco Anghileri            |
| 8  | Italia (bandiera)    | C     | Lorenzo Simonetti          |
| 9  | Italia (bandiera)    | A     | Guido Gomez                |
| 10 | Italia (bandiera)    | C     | Antonio Palma              |
| 11 | Italia (bandiera)    | A     | Gabriel Lunetta            |
| 12 | Italia (bandiera)    | P     | Stefano Turati             |
| 13 | Italia (bandiera)    | D     | Andrea Malgrati (capitano) |
| 14 | Finlandia (bandiera) | D     | Thomas Mäkinen             |

| N. |                      | Ruolo | Calciatore              |
| -- | -------------------- | ----- | ----------------------- |
| 15 | Italia (bandiera)    | D     | Matteo Di Gennaro       |
| 16 | Italia (bandiera)    | C     | Diego Vannucci          |
| 17 | Australia (bandiera) | C     | Reno Mauro Piscopo      |
| 18 | Italia (bandiera)    | C     | Alessandro Mattioli     |
| 19 | Italia (bandiera)    | C     | Marco Confalonieri      |
| 21 | Italia (bandiera)    | A     | Francesco Finocchio     |
| 22 | Italia (bandiera)    | P     | Matteo Antonio Cincilla |
| 23 | Italia (bandiera)    | A     | Lorenzo Musto           |
| 24 | Italia (bandiera)    | C     | Giuseppe Ungaro         |
| 25 | Italia (bandiera)    | C     | Enrico De Micheli       |
| 27 | Italia (bandiera)    | C     | Giovanni Fietta         |
| 28 | Italia (bandiera)    | D     | Giusto Priola           |
| 29 | Italia (bandiera)    | A     | Manuel De Luca          |

## Risultati

### Serie C Girone B

#### Girone di andata
| Arbitro: | D. Miele (Torino) |

|                                     |           |  |
| G. Gomez 54’ Ungaro 58’ Antezza 85’ | Marcatori |  |

| Arbitro: | Cascone (Nocera Inferiore) |

|  |           |              |
|  | Marcatori | 55’ G. Gomez |

| Arbitro: | Rutella (Enna) |

|  |           |             |
|  | Marcatori | 58’ Agnello |

| 17 settembre 2017 4ª giornata | Modena | – Gara annullata per l'esclusione del Modena dal campionato. | Renate |  |

| Arbitro: | Capone (Palermo) |

|           |           |  |
| Palma 42’ | Marcatori |  |

| Arbitro: | Gualtieri (Asti) |

|  |           |           |
|  | Marcatori | 74’ Pavan |

| 4 ottobre 2017 7ª giornata |  | – Turno di riposo Renate |  |  |

| Arbitro: | Pashuku (Albano Laziale) |

|                              |           |                        |
| Fioretti 52’ Germinale 90+4’ | Marcatori | 34’ G. Gomez 61’ Pavan |

| Arbitro: | Amabile (Vicenza) |

|                 |           |              |
| Tomi 83’ (aut.) | Marcatori | 65’ Gelonese |

| Meda 22 ottobre 2017 10ª giornata | Renate             | 0 – 0 | Südtirol | Stadio Città di Meda\| Arbitro: \| Marcenaro (Genova) \| |
| Arbitro:                          | Marcenaro (Genova) |       |          |                                                          |

| Arbitro: | Dionisi (L'Aquila) |

|  |           |                            |
|  | Marcatori | 52’ Finocchio 76’ Mattioli |

| Arbitro: | Schirru (Nichelino) |

|                            |           |             |
| Simonetti 11’ G. Gomez 29’ | Marcatori | 67’ Ciccone |

| Arbitro: | Massimi (Termoli) |

|             |           |             |
| G. Comi 77’ | Marcatori | 12’ Lunetta |

| Arbitro: | Proietti (Terni) |

|              |           |                  |
| Spagnoli 30’ | Marcatori | 8’, 25’ G. Gomez |

| Meda 19 novembre 2017 15ª giornata | Renate             | 0 – 0 | Teramo | Stadio Città di Meda\| Arbitro: \| D'Ascanio (Ancona) \| |
| Arbitro:                           | D'Ascanio (Ancona) |       |        |                                                          |

| Arbitro: | Cudini (Fermo) |

|             |           |  |
| De Sena 12’ | Marcatori |  |

| Meda 2 dicembre 2017, ore 14:30 17ª giornata | Renate             | 0 – 0 | Santarcangelo | Stadio Città di Meda\| Arbitro: \| Guarnieri (Empoli) \| |
| Arbitro:                                     | Guarnieri (Empoli) |       |               |                                                          |

| Arbitro: | Nicoletti (Catanzaro) |

|                                    |           |                   |
| Misin 39’ Lupoli 68’ Sansovini 75’ | Marcatori | 52’ (rig.) Ungaro |

| Arbitro: | Zanonato (Vicenza) |

|                  |           |  |
| Di Gennaro 90+3’ | Marcatori |  |

#### Girone di ritorno
| Arbitro: | Dionisi (L'Aquila) |

|                         |           |           |
| Guidone 9’ Contessa 42’ | Marcatori | 57’ Pavan |

| Arbitro: | Annaloro (Collegno) |

|                                 |           |            |
| Lunetta 28’ G. Gomez 73’ (rig.) | Marcatori | 32’ Guerra |

| Arbitro: | Mei (Pesaro) |

|                        |           |  |
| Ravasio 53’ Sbaffo 72’ | Marcatori |  |

| 27 gennaio 2018 23ª Giornata |  | – Turno di riposo Renate |  |  |

| Arbitro: | Paterna (Teramo) |

|                          |           |             |
| Cesarini 7’ Altinier 55’ | Marcatori | 71’ De Luca |

| Arbitro: | Natilla (Molfetta) |

|                |           |                                         |
| De Micheli 57’ | Marcatori | 24’ Bracaletti 31’ Libutti 90+3’ Mensah |

| 17 febbraio 2018 Turno di riposo |  | – |  |  |

| Arbitro: | Vigile (Cosenza) |

|  |           |             |
|  | Marcatori | 47’ Mawulli |

| Arbitro: | Viotti (Tivoli) |

|                                |           |  |
| Stanco 90+1’ V. Esposito 90+4’ | Marcatori |  |

| Bolzano 11 marzo 2018 29ª giornata | Südtirol        | 0 – 0 | Renate | Stadio Druso\| Arbitro: \| Moriconi (Roma) \| |
| Arbitro:                           | Moriconi (Roma) |       |        |                                               |

| Arbitro: | Tursi (San Giovanni Valdarno) |

|           |           |                         |
| Palma 12’ | Marcatori | 40’ Karkalis 88’ Fabbro |

| Arbitro: | F. Longo (Paola) |

|                   |           |                            |
| Casiraghi 7’, 17’ | Marcatori | 44’ Lunetta 85’ Di Gennaro |

| Arbitro: | Andreini (Forlì) |

|                          |           |  |
| G. Gomez 7’ Mattioli 77’ | Marcatori |  |

| Arbitro: | De Tullio (Bari) |

|              |           |              |
| G. Gomez 28’ | Marcatori | 34’ Sottovia |

| Arbitro: | Zingarelli (Siena) |

|                            |           |                  |
| Bacio Terracino 49’ (rig.) | Marcatori | 58’ (rig.) Palma |

| Meda 15 aprile 2018 35ª giornata | Renate             | 0 – 0 | Ravenna | Stadio Città di Meda\| Arbitro: \| Meleleo (Casarano) \| |
| Arbitro:                         | Meleleo (Casarano) |       |         |                                                          |

| Arbitro: | N. Marini (Trieste) |

|  |           |             |
|  | Marcatori | 57’ De Luca |

| Arbitro: | Clerico (Torino) |

|                             |           |  |
| Di Genanro 50’ G. Gomez 73’ | Marcatori |  |

| Arbitro: | Lorenzin (Castelfranco Veneto) |

|                   |           |             |
| M. De Agostini 2’ | Marcatori | 82’ De Luca |

### Play off
| Arbitro: | Pasciuta (Ravenna) |

|  |           |               |
|  | Marcatori | 27’, 45’ Diop |

### Coppa Italia Serie C
| Arbitro: | Tursi (San Giovanni Valdarno) |

|                      |           |            |
| Ungaro 28’ Musto 34’ | Marcatori | 67’ Okyere |

| Arbitro: | Gariglio (Pinerolo) |

|                                            |                      |                                    |
| G. Gomez 24’                               | Marcatori            | 36’ Jawo                           |
| De Micheli Simonetti Gomez Fietta Mattioli | Tiri di rigore 4 – 2 | Gamarra Turano Hergheligiu Bertoli |

| Arbitro: | Zanonato (Vicenza) |

|                 |           |  |
| Fischnaller 15’ | Marcatori |  |

### Coppa Italia
| Arbitro: | Schirru (Nichelino) |

|                                       |           |                    |
| Simonetti 8’ Lunetta 58’ G. Gomez 90’ | Marcatori | 85’ (rig.) Mancino |

| Arbitro: | Rapuano (Rimini) |

|                                                        |                      |                                                     |
| Piu 55’ Napoli 120+1’ (aut.)                           | Marcatori            | 47’ (rig.) G. Gomez 118’ Palma                      |
| Pasqual Zajc Castagnetti Donnarumma El Kaddouri Veseli | Tiri di rigore 3 – 4 | Palma Simonetti Finocchio Napoli Antezza Di Gennaro |

| Arbitro: | Calvarese (Teramo) |

|            |           |  |
| Vicari 28’ | Marcatori |  |